# Kaori Matsumoto
Kaori Matsumoto, född 11 september 1987 i Kanazawa, är en japansk judoutövare som tävlar i 57-kilosklassen. I världsmästerskapen i judo har hon vunnit en guldmedalj år 2010 och en bronsmedalj år 2011. År 2010 vann hon även guld i både asiatiska mästerskapen i judo och i asiatiska spelen. Matsumoto deltog i olympiska sommarspelen 2012 i London där hon vann guld i sin viktklass. Vid olympiska sommarspelen 2016 tog hon en bronsmedalj.